# Central Nihon Expressway Company

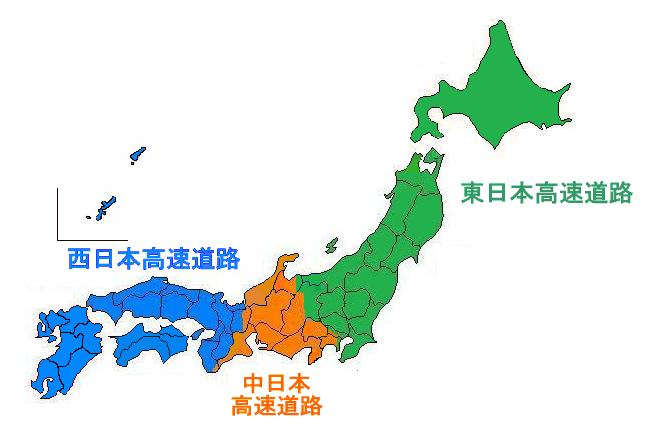
La zone orange correspond au secteur géré par NEXCO Central.

Central Nihon Expressway Company Limited (中日本高速道路株式会社, Naka Nihon Kōsoku-dōro Kabushiki Gaisha), souvent abrégé NEXCO Central Japan (NEXCO中日本, NEXCO Naka Nihon), est une société japonaise gérant des autoroutes et leurs péages principalement dans les régions de Tōkai et de Hokuriku. Elle fut créée le 1er octobre 2005 à la suite de la privatisation de la Japan Highway Public Company.